# Leratiomyces erythrocephalus
Leratiomyces erythrocephalus là một loài nấm trong họ Strophariaceae. First described scientifically as Secotium erythrocephalum by Louis René Tulasne năm 1845 and later transferred to Weraroa by American mycologists Rolf Singer và Alexander H. Smith năm 1958, it was given its current name năm 2008. Nó được tìm thấy ở New Zealand.